# 夢がたり
『夢がたり』（ゆめがたり）は、1979年12月8日にリリースされた久保田早紀（現・久米小百合）の1枚目のアルバムである。発売元はCBS・ソニー。

## 背景
1979年10月1日に「異邦人 -シルクロードのテーマ-」でシングル・デビューした久保田早紀であるが、本作はそれから2か月後、同曲がオリコンを筆頭に各ヒットチャートで軒並み1位になるというタイミングで発表されたファースト・アルバムである。当初は12月21日に発売が予定されていたが、シングル・ヒットの話題性がアルバムのセールスにも結びつくよう、12月8日に前倒しとなった。「異邦人」はミリオンセラーの大ヒット（1980年の年間チャート第2位）となったが、この曲が売上を伸ばして久保田がテレビの歌番組に出演し始めたのは、ちょうどこのアルバムが発売された12月頃のことであり、このアルバムもヒットを記録した。
久保田はアルバムの制作について、プロデューサーの金子文枝と3作分くらいの展開を話し合ったといい、本作でははっきりした異国ではなく無国籍というか、横浜や神戸など、日本にもこういう場所があるかも知れないという印象を与えるような感じにしたかったと話している。また、「小さい頃に行った場所や本で読んだ世界などをイメージした世界観で作りたい」と提案したところ、金子も「その路線でいい」と賛同したため、このような内容になったという。
1曲目「プロローグ…夢がたり」以外の楽曲のうち半分ほどはアマチュアの頃に書かれた曲で、それ以外の曲にはデビュー前の7月に母親と出掛けたヨーロッパ旅行の思い出が反映されている。
A-5「ギター弾きを見ませんか」は1991年に鷲尾いさ子が、2017年には辛島美登里がカバーしている。アルバムの最後に収録されたB-5「星空の少年」は、後に久保田がパーソナリティーを担当したラジオたんぱの番組「Viva! スカイウォッチング」のテーマソングとして使用された。

## 音楽性
アルバムのテーマは、″一日の始まりから夜更けまで、心に広がる風景″。全編に亘って異国情緒が漂っており、無国籍的で非日常的であり、時代背景も不明で、SF的でもある。天体観測、ギリシア神話、古代文明、宗教などに興味を持っていた久保田にとって、それは浮かんでは消える異国の幻想であり、時空を超えた心の旅でもあったという。そしてタイトルの通り、全体でひとつの夢物語を語るような曲順・統一感が意識されている。

## チャート成績
オリコン・アルバムチャートではLPレコード、カセットテープ共に1位を獲得。TOP100位内にはLPが21週、カセットが27週に亘ってチャートインするロングセラーを記録した。1980年の年間ランキングでは4位にランクインしている。

## リリース変遷
1990年には「CD選書」として初のCDリリース。2007年にはリマスタリングされ、完全生産限定盤／紙ジャケット仕様として再リリースされた。
リマスタリング盤は、2013年にBlu-spec CD2盤として再びリリースされている。音楽配信サイトでは、ハイレゾ音源のダウンロード購入も可能となっている。

## 収録曲

### LP / CT
| 全作曲: 久保田早紀（特記以外）、全編曲: 萩田光雄。 |                                         |                      |                        |      |
| #                                                  | タイトル                                | 作詞                 | 作曲・編曲             | 時間 |
| 1.                                                 | 「プロローグ…夢がたり」(作曲: 萩田光雄) | -                    | 久保田早紀（特記以外） | 1:07 |
| 2.                                                 | 「朝」                                  | 久保田早紀           | 久保田早紀（特記以外） | 2:07 |
| 3.                                                 | 「異邦人」                              | 久保田早紀           | 久保田早紀（特記以外） | 3:44 |
| 4.                                                 | 「帰郷」                                | 久保田早紀・山川啓介 | 久保田早紀（特記以外） | 4:07 |
| 5.                                                 | 「ギター弾きを見ませんか」              | 久保田早紀・山川啓介 | 久保田早紀（特記以外） | 3:05 |
| 6.                                                 | 「サラーム」                            | 久保田早紀           | 久保田早紀（特記以外） | 3:50 |

| 全作曲: 久保田早紀、全編曲: 萩田光雄。 |                |                      |            |      |
| #                                      | タイトル       | 作詞                 | 作曲・編曲 | 時間 |
| 1.                                     | 「白夜」       | 久保田早紀           | 久保田早紀 | 3:53 |
| 2.                                     | 「夢飛行」     | 久保田早紀・山川啓介 | 久保田早紀 | 4:13 |
| 3.                                     | 「幻想旅行」   | 山川啓介             | 久保田早紀 | 3:37 |
| 4.                                     | 「ナルシス」   | 山川啓介             | 久保田早紀 | 4:35 |
| 5.                                     | 「星空の少年」 | 山川啓介             | 久保田早紀 | 5:03 |

### CD
| 全作曲: 久保田早紀（特記以外）、全編曲: 萩田光雄。 |                            |                      |                        |      |
| #                                                  | タイトル                   | 作詞                 | 作曲・編曲             | 時間 |
| 1.                                                 | 「プロローグ…夢がたり」    | -                    | 久保田早紀（特記以外） | 1:07 |
| 2.                                                 | 「朝」                     | 久保田早紀           | 久保田早紀（特記以外） | 2:07 |
| 3.                                                 | 「異邦人」                 | 久保田早紀           | 久保田早紀（特記以外） | 3:44 |
| 4.                                                 | 「帰郷」                   | 久保田早紀・山川啓介 | 久保田早紀（特記以外） | 4:07 |
| 5.                                                 | 「ギター弾きを見ませんか」 | 久保田早紀・山川啓介 | 久保田早紀（特記以外） | 3:05 |
| 6.                                                 | 「サラーム」               | 久保田早紀           | 久保田早紀（特記以外） | 3:50 |
| 7.                                                 | 「白夜」                   | 久保田早紀           | 久保田早紀（特記以外） | 3:53 |
| 8.                                                 | 「夢飛行」                 | 久保田早紀・山川啓介 | 久保田早紀（特記以外） | 4:13 |
| 9.                                                 | 「幻想旅行」               | 山川啓介             | 久保田早紀（特記以外） | 3:37 |
| 10.                                                | 「ナルシス」               | 山川啓介             | 久保田早紀（特記以外） | 4:35 |
| 11.                                                | 「星空の少年」             | 山川啓介             | 久保田早紀（特記以外） | 5:03 |
| 合計時間:                                          | 合計時間:                  | 合計時間:            | 39:34                  |      |

## 参加ミュージシャン
| プロローグ…夢がたり - PL：羽田健太郎 朝 - Key：羽田健太郎 - Lat.：斉藤ノブ - St.：多グループ 異邦人 - Key：羽田健太郎 - E.B.：高水健司 - Dr.：渡嘉敷祐一 - F.G.：吉川忠英 - Lat.：斉藤ノブ - Str.：小林グループ - H.：山川恵子 - Dai.：生明慶二 - Ob.：山本洋一 - Que.：旭孝 帰郷 - Key：萩田光雄、大谷和夫 - Lat.：斉藤ノブ - Vib.：金山功 - St.：小林グループ - Ob.：坂宏之 - Man.：竹内グループ ギター弾きを見ませんか - Key：大谷和夫 - A.G.：吉川忠英 サラーム - Key：萩田光雄、羽田健太郎 - E.B.：杉本和弥 - Dr.：市原康 - A.G.：石川鷹彦 - Lat.：斉藤ノブ - St.：小林グループ | 白夜 - Key：大谷和夫 - E.B.：長岡道夫 - Dr.：山木秀夫 - E.G.：芳野藤丸 - A.G.：吉川忠英 - Lat.：斉藤ノブ - Vib.：金山功 - Fl.：旭孝、藤山明 - St.：小林グループ 夢飛行 - Key：萩田光雄、羽田健太郎 - E.B.：高水健司 - Dr.：渡嘉敷祐一 - E.G.：矢島賢 - F.G.：吉川忠英 - Lat.：斉藤ノブ - St.：多グループ - Fl.：ジェイク H.コンセプション 幻想旅行 - Key：萩田光雄、羽田健太郎 - E.B.：長岡道夫 - Dr.：市原康 - E.G.：矢島賢 - A.G.：笛吹利明 - Lat.：斉藤ノブ - St.：多グループ ナルシス - Key：萩田光雄、大谷和夫 - E.B.：長岡道夫 - Dr.：山木秀夫 - F.G.：吉川忠英 - Lat.：斉藤ノブ - Per.：金山功 - Fl.：旭孝、小出道也、藤山明 - Aco.：風間文彦 - St.：小林グループ 星空の少年 - Key：萩田光雄、大谷和夫 - Fl.：旭孝、小出道也、藤山明 - St.：小林グループ |

## 発売履歴
| 発売日        | レーベル        | 規格         | 規格品番   | 備考                                   |
| ------------- | --------------- | ------------ | ---------- | -------------------------------------- |
| 1979年12月8日 | CBSソニー       | LP           | 25AH 919   |                                        |
| 1979年12月8日 | CBSソニー       | CA           | 25KH 698   |                                        |
| 1990年9月15日 | CBSソニー       | CD           | CSCL-1228  | CD選書シリーズ。                       |
| 2007年5月9日  | GT Music        | CD           | MHCL 1063  | 2007年リマスター版、紙ジャケット仕様。 |
| 2013年4月10日 | GT Music        | Blu-spec CD2 | MHCL 30043 | 名盤復刻シリーズ、2013年リマスター版。 |
| 2020年1月31日 | Sony Music Shop | Blu-spec CD2 | DQCL-772   | 2019年リマスター版、紙ジャケット仕様。 |